# Lachlan Dreher
Lachlan Dreher, född den 11 april 1967 i Melbourne, Australien, är en australisk landhockeyspelare.
Han tog OS-silver i herrarnas landhockeyturnering i samband med de olympiska landhockeytävlingarna 1992 i Barcelona.
Han tog OS-brons i herrarnas landhockeyturnering i samband med de olympiska landhockeytävlingarna 1996 i Atlanta.
Han tog därefter OS-brons igen i samma gren i samband med de olympiska landhockeytävlingarna 2000 i Sydney.